# Pie Town, Novi Meksiko
Pie Town (Pietown) je popisom određeno mjesto i neuključeno područje u okrugu Catronu u američkoj saveznoj državi Novom Meksiku. Prema popisu stanovništva SAD 2010. ovdje je živjelo 186 stanovnika. 

## Povijest
Ime je dobio po staroj pekari u kojoj su se pekle pite od sušenih jabuka. Pekaru je osnovao Clyde Norman ranih 1920-ih. Zbog svog imena postao je poznat neobičnog imena. Danas se u Pie Townu održava godišnji "Festival pita" na drugu subotu u rujnu.
Pie Town i okolica bogati su reliktima indijanske kulture. Brojni su nalazi kulture Anasazija i Acoma: lončarija, sjekire, okamenjena hrana te ruševine građevina indijanskih zajednica. Pronađene su i fosilizirane kosti.  

## Zemljopis
Nalazi se na 34°17′54″N 108°08′05″W / 34.2983884°N 108.1347836°W 
Prema Uredu SAD-a za popis stanovništva, zauzima 148,4 km2 površine, od čega 148,6 suhozemne.
Nalazi se na duž autoceste br. 60.
Smješten je tik sjeverno od Nacionale šume Gila i ne mnogo daleko prema zapadu od ravnice sv. Augustina (Plains of San Agustin, Llanuras de San Agustín). Radioteleskopska Velika mreža teleskopa (Karl G. Jansky Very Large Array) također se nalazi duž autoceste br. 60. Uz to se jedna od deset velikih radijskih antena koje tvore Veliku mrežu dugobazične interferometrije (Very Long Baseline Array) Nacionalnog radioastronomskog opservatorija može se vidjeti s autoceste br. 60 tik istočno od Pie Towna.
Središte Pie Towna je 3 km zapadno od mjesta gdje autocesta br. 60 prelazi američku kontinentsku vododjelnicu. Dio posjetitelja stiže nacionalnom slikovitom Stazom kontinentske vododjelnice.

## Stanovništvo
Prema podatcima popisa 2010. ovdje je bilo 186 stanovnika, 101 kućanstvo od čega 61 obiteljsko, a stanovništvo po rasi bili su 87,1% bijelci, 1,6% "crnci ili afroamerikanci", 5,4% "američki Indijanci i aljaskanski domorodci", 0,0% Azijci, 0,0% "domorodački Havajci i ostali tihooceanski otočani", 2,7% ostalih rasa, 3,2% dviju ili više rasa. Hispanoamerikanaca i Latinoamerikanaca svih rasa bilo je 11,3%.

## Popularna kultura
Pie Town i njegove stanovnike 1940. godine fotografirao je fotograf Russell Lee za Upravu za sigurnost farma američke vlade. Pie Town, Leejeve fotografije i mjesni restoran Daily Pie Cafe bili su tema članka u Smithsonianu veljače 2005. CBS News Sunday Morning emitirao je priču o gradu 2015. godine.

## Galerija
- Posluživanje hrane u Pie Townu 1940.
- Kamion u Pie Townu, svibanj 2009.
- Pjevački zbor školske djece 1940.
- Molitva zahvalnosti za jelo prije obroka 1940.
- Pie Cafe u Pie Townu (2006.)